# 王瓚 (成化進士)
王瓚（1448年—1504年），字宗器，號中林，陝西鞏昌府通渭縣人，軍籍，明朝政治人物。

## 生平
成化十年（1474年）陝西鄉試第十二名舉人。成化十七年（1481年）中式辛丑科二甲第五十六名進士。授工部虞衡主事，二十二年丙午课税荆州。二十三年升本部员外郎，弘治二年（1489年）与太监李瑾互行攻讦弹劾，被下狱，不久被赦出狱。三年升本司郎中，奉勑督修兴王府，在安陆五年，弘治九年升怀庆府知府，十一年丁内艰归。後復除开封知府，十六年冬再丁父忧，以傷寒卧病百余日後卒，享年五十七。著有《中林集》一卷。

## 家族
曾祖王孝義；祖父王億；父王思恭，義官。母張氏。